# Mary Stuart Masterson

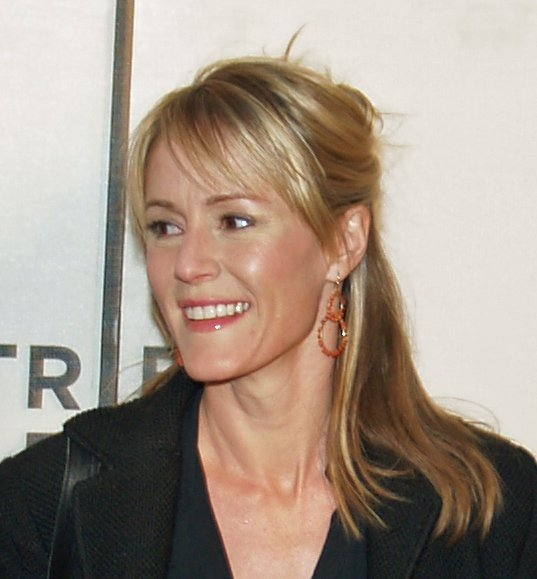
Mary Stuart Masterson (2007)

Mary Stuart Masterson (* 28. Juni 1966 in New York City) ist eine US-amerikanische Schauspielerin.

## Leben und Leistungen
Masterson ist Tochter des Regisseurs, Autors und Darstellers Peter Masterson sowie der Schauspielerin Carlin Glynn. Sie spielte als Kind an der Seite von Katharine Ross in der Verfilmung von Die Frauen von Stepford aus dem Jahr 1975. Die Schauspielerin studierte einige Monate lang Anthropologie an der New York University.
Masterson spielte in zahlreichen Filmen wie in dem Drama Grüne Tomaten mit Kathy Bates und Mary-Louise Parker aus dem Jahr 1991, in dem sie eine der größeren Rollen übernahm. Für ihre Rolle neben Johnny Depp, Aidan Quinn und Julianne Moore in der Filmkomödie Benny & Joon aus dem Jahr 1993 wurde sie im Jahr 1994 für den MTV Movie Award nominiert. Im Western Bad Girls (1994) trat sie zusammen mit Madeleine Stowe, Andie MacDowell, Drew Barrymore und Dermot Mulroney auf. Im Jahr 2003 wurde sie für ihre Rolle im Musical Nine The Musical für die Preise Tony Award, Outer Critics’ Circle Award und Drama Desk Award nominiert; außerdem gewann sie für diese Rolle den Theatre World Award.
Beim Filmdrama The Cake Eaters (2007) führte Masterson Regie; außerdem produzierte sie den Film mit. Sie erhielt im Jahr 2007 den People’s Choice Award des Ft. Lauderdale International Film Festivals und im Jahr 2008 den Publikumspreis des Ashland Independent Film Festivals.
Masterson war in den Jahren 1990 bis 1992 mit George Carl Francisco verheiratet und in den Jahren 2000 bis 2004 mit dem Regisseur Damon Santostefano. Im Jahr 2006 heiratete sie den Schauspieler Jeremy Davidson. Im Oktober 2009 wurde ihr erstes Kind geboren, im August 2011 gebar sie Zwillinge und im Oktober 2012 kam ihr viertes Kind zur Welt.

## Filmografie (Auswahl)
- 1975: Die Frauen von Stepford (The Stepford Wives)
- 1980: City in Fear
- 1985: Die Himmelsstürmer (Heaven Help Us)
- 1986: Auf kurze Distanz (At Close Range)
- 1986: Unglaubliche Geschichten (Fernsehserie, Folge 2x08 & 2x09)
- 1987: Ist sie nicht wunderbar? (Some Kind of Wonderful)
- 1987: Streetgirls (My Little Girl)
- 1987: Der steinerne Garten (Gardens of Stone)
- 1989: Ein himmlischer Liebhaber (Chances Are)
- 1989: Second Hand Familie (Immediate Family)
- 1990: Kein Baby an Bord (Funny About Love)
- 1991: Dinner für Sechs – Woodstock meets Wallstreet (Married to It)
- 1991: Grüne Tomaten (Fried Green Tomatoes)
- 1993: Benny & Joon (Benny & Joon)
- 1994: Bad Girls
- 1994: Radioland Murders – Wahnsinn auf Sendung (Radioland Murders)
- 1996: Das Rosenbett (Bed of Roses)
- 1996: Mississippi Delta – Im Sumpf der Rache (Heaven’s Prisoners)
- 1997: Am zweiten Weihnachtstag (On the 2nd Day of Christmas)
- 1997: Postman (The Postman)
- 1997: Dogtown
- 1998: Träume bis ans Ende der Welt (Digging to China)
- 1999: Black and Blue – Du entkommst mir nicht (Black and Blue)
- 2001: Blutige Indizien – Das Spiel mit dem Tod (Three Blind Mice)
- 2002: Leo
- 2004: Ein Werk Gottes (Something the Lord Made)
- 2005: The Sisters
- 2005: Whiskey School
- 2006: The Insurgents
- 2007: The Cake Eaters
- 2010: Mercy (Fernsehserie, 4 Folgen)
- 2013: Good Wife (The Good Wife, Fernsehserie, 1 Folge)
- 2015: Blue Bloods – Crime Scene New York (Blue Bloods, Fernsehserie, Folge 6x02)
- 2016–2017: Navy CIS (NCIS, Fernsehserie, 3 Folgen)
- 2017–2020: Blindspot (Fernsehserie, 10 Folgen)
- 2018: Skin
- 2019: Der Killer in mir (Daniel Isn’t Real)
- 2020: For Life (Fernsehserie, 13 Folgen)
- 2023: Five Nights at Freddy’s